# Hurricane in Galveston
Pour plus de détails, voir Fiche technique et Distribution.
Hurricane in Galveston est un film américain réalisé par King Vidor, sorti en 1913.
King Vidor, dans ce court métrage, montre un ouragan à Galveston (Texas).

## Fiche technique
- Titre : Hurricane in Galveston
- Réalisation : King Vidor
- Pays d’origine :  États-Unis
- Langue originale : anglais
- Format : noir et blanc — 35 mm — 1,37:1 — film muet
- Genre : Drame
- Dates de sortie :
  - États-Unis : 1913